# Christine Rädlinger
Christine Rädlinger (* 1954) ist eine deutsche Historikerin und Sachbuchautorin. Sie schreibt vor allem über die Münchner Stadtgeschichte.
Rädlinger hatte zunächst Englisch und Geschichte für Lehramt studiert, entschloss sich aber für die Promotion in Geschichte und die Tätigkeit als freie Autorin. Ihre Projekte entstehen in der Regel als Auftragsarbeit. Institutionen wie „Stadtarchiv, Vereine, Firmen, Kommunen, fast alle städtischen Ämter“ wählen sie als Verfasserin für Publikationen aus. Nach eigenen Angaben arbeitet sie typischerweise zwei, manchmal drei Jahre an einem der Bücher, zumeist an mehreren parallel.
Sie ist verheiratet und lebt in München-Schwabing.

## Werke (Auswahl)
- Armenwesen und Armenanstalten in München vom 14. bis zum 18. Jahrhundert. In: Oberbayerisches Archiv. Band 116 (1992), S. 15–106.
- Deutsche Nationalparke 1. Bayerischer Wald kennenlernen und erleben. Verhlin Verlag, 1995, ISBN 3-536-00474-1.
- Der verwaltete Tod. Eine Entwicklungsgeschichte des Münchner Bestattungswesens. Buchendorfer Verlag, 1996, ISBN 3-927984-59-0.
- 400 Jahre Buchbinder-Innung München-Oberbayern. 1996.
- Geschichte der Münchner Stadtbäche. Verlag Franz Schiermeier, München 2004, ISBN 978-3-9809147-2-7.
- Bachauskehr: Eine Zeitreise in das München der Jahre 1850–1914. Volk Verlag, 2007, ISBN 978-3-937200-36-1.
- Geschichte der Münchner Brücken: Brücken bauen von der Stadtgründung bis heute. Verlag Franz Schiermeier, 2008, ISBN 978-3-9811425-2-5.
- Wohnen in der Genossenschaft: 100 Jahre Verein für Volkswohnungen e.G. München 1909–2009. Verlag Franz Schiermeier, 2009, ISBN 978-3-9811425-9-4.
- Generation für Generation: Geschichte der Braufamilie Gloßner in Neumarkt. Verlag Franz Schiermeier, 2009, ISBN 978-3-9813190-4-0.
- Sendling. Volk Verlag, 2010, ISBN 978-3-937200-75-0.
- Geschichte der Isar in München. Verlag Franz Schiermeier, 2012, ISBN 978-3-943866-11-7.
- Neues Leben für die Isar: Von der Regulierung zur Renaturierung der Isar in München. Verlag Franz Schiermeier, 2012, ISBN 978-3-9814521-5-0.
- "Weihnachten war immer sehr schön": Die Kinderheime der Landeshauptstadt München von 1950 bis 1975. Verlag Franz Schiermeier, 2014, ISBN 978-3-943866-23-0.
- Kultivierte Wildnis – Die Geschichte des Murnauer Mooses. Franz Schiermeier Verlag, München 2019. ISBN 978-3-943866-83-4.
- Stadtarchiv München (Hrsg.): München leuchtet : Geschichte der Straßenbeleuchtung in München. Verlag Franz Schiermeier, München 2022, ISBN 978-3-948974-18-3.